# Quintus Atrius Clonius
Quintus Atrius Clonius war ein im 2. und 3. Jahrhundert n. Chr. lebender römischer Politiker.
Die Anfänge der Laufbahn von Clonius sind nicht bekannt. Durch eine Inschrift ist belegt, dass er am 10. April 200 in ein Priesterkollegium gewählt wurde. Bei Ulpian wird erwähnt, dass er einen Brief von Septimius Severus (193–211) und Caracalla erhalten hat; dies muss vor dem Jahr 209, als Geta zum Augustus ernannt wurde, geschehen sein.
Die Stationen seiner anschließenden Karriere sind durch eine Inschrift belegt, die in Tarraco gefunden wurde und die in die Regierungszeit von Severus Alexander (222–235) datiert ist. Aus der Inschrift geht hervor, dass er Statthalter (Legatus Augusti pro praetore) der Provinzen Thracia, Cappadocia, Syria maior (d. h. Syria Coele) und Hispania citerior war.
Seine Statthalterschaften in Thracia und Cappadocia können in die Regierungszeit von Caracalla (211–217) datiert werden. Er war vermutlich von 211/212 bis 213 Statthalter in Thracia und erreichte in dieser Zeit ein Suffektkonsulat in absentia, was durch eine Inschrift in griechischer Sprache belegt ist. Die darauffolgende Statthalterschaft in Cappadocia übte er wahrscheinlich von 213/214 bis 215/216 aus.
Seine Statthalterschaft in Syria maior übte er vermutlich während der Regierungszeit von Elagabal (218–222) aus, während seine Statthalterschaft in Hispania citerior aufgrund der Inschrift in die Regierungszeit von Severus Alexander zu datieren ist.